# HLE 25
De HLE 25 was een type elektrische locomotief van de NMBS, gebouwd in 1960. Er waren in totaal 22 exemplaren gebouwd. Acht locomotieven zijn in 1974 omgebouwd tot een tweespannings-locomotief, zodat de reeks 25 ook in Nederland (bovenleidingsspanning 1500 volt) kan rijden. Deze acht locomotieven werden hernummerd naar 2551-2558, deze sub-reeks wordt aangeduid als HLE 25.5. Ze reden in de Beneluxdienst, tot deze dienst in 1986 werd overgenomen door de reeks 11.8. Daarna werden deze locomotieven nog ingezet voor de internationale treinen tussen Amsterdam en Parijs. Deze locomotieven mogen maximaal 130 km/h rijden. Ze werden de laatste jaren meestal voor goederentreinen gebruikt, vooral treinen naar Kijfhoek. Ook werden ze soms gebruikt om andere locomotieven in de goederendienst te vervangen.
De gewone reeks 25 deed ook vooral goederenverkeer alhoewel hij vrij vaak in piekuurtreinen te zien was. In 2009 werden de resterende locomotieven van reeks 25 en 25.5 buiten dienst gesteld. De 2551 werd als enige locomotief van deze reeks bewaard door TSP, alle andere exemplaren werden gesloopt.
Een aantal van deze locs is enkele jaren in dienst geweest bij de Nederlandse vervoerder Lovers Rail en reed tussen Amsterdam, Haarlem en Leiden als de Optio en de Keukenhof Expres.

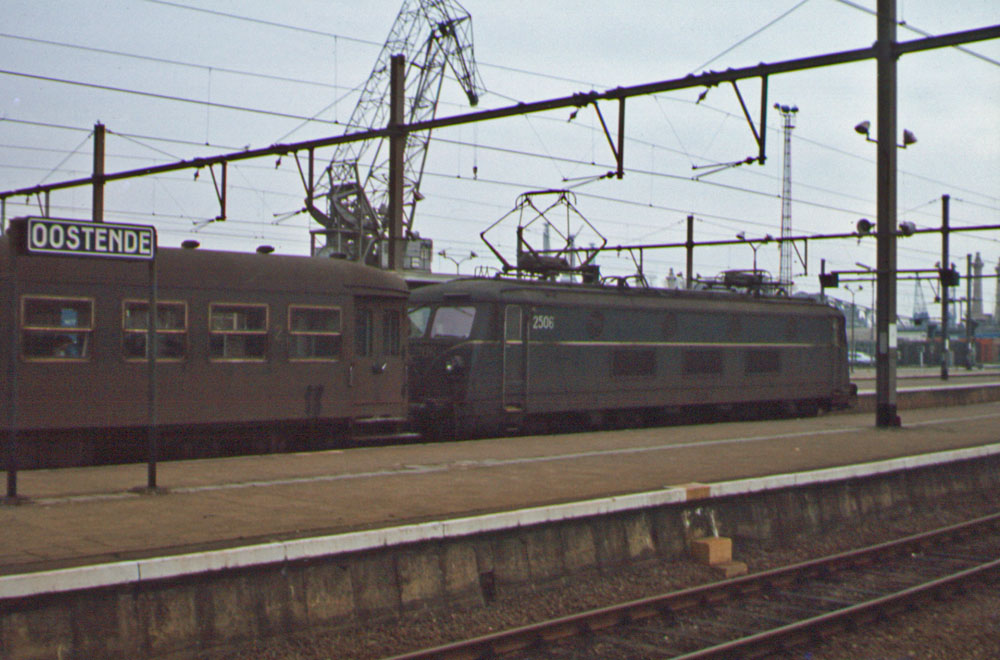
De 2506 nog in groene kleurstelling
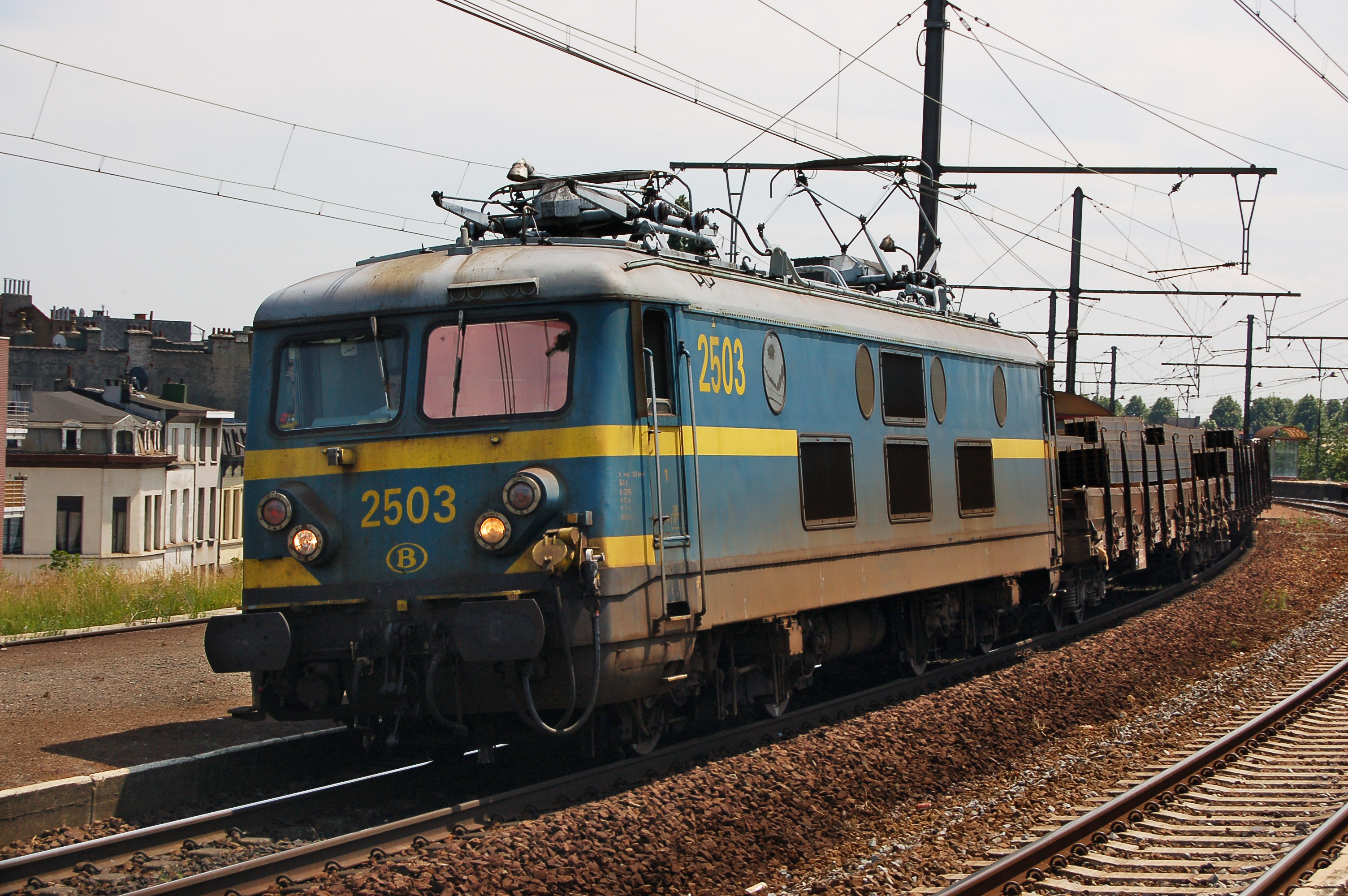
Locomotief met een goederentrein door Antwerpen Dam
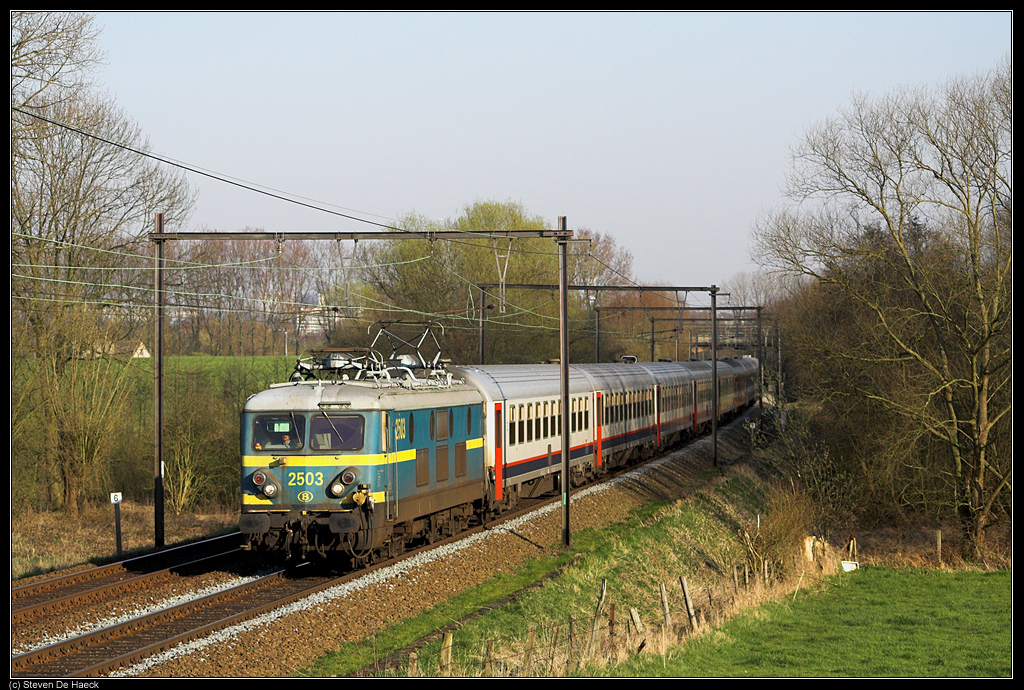
Loc 2503 met een P-trein
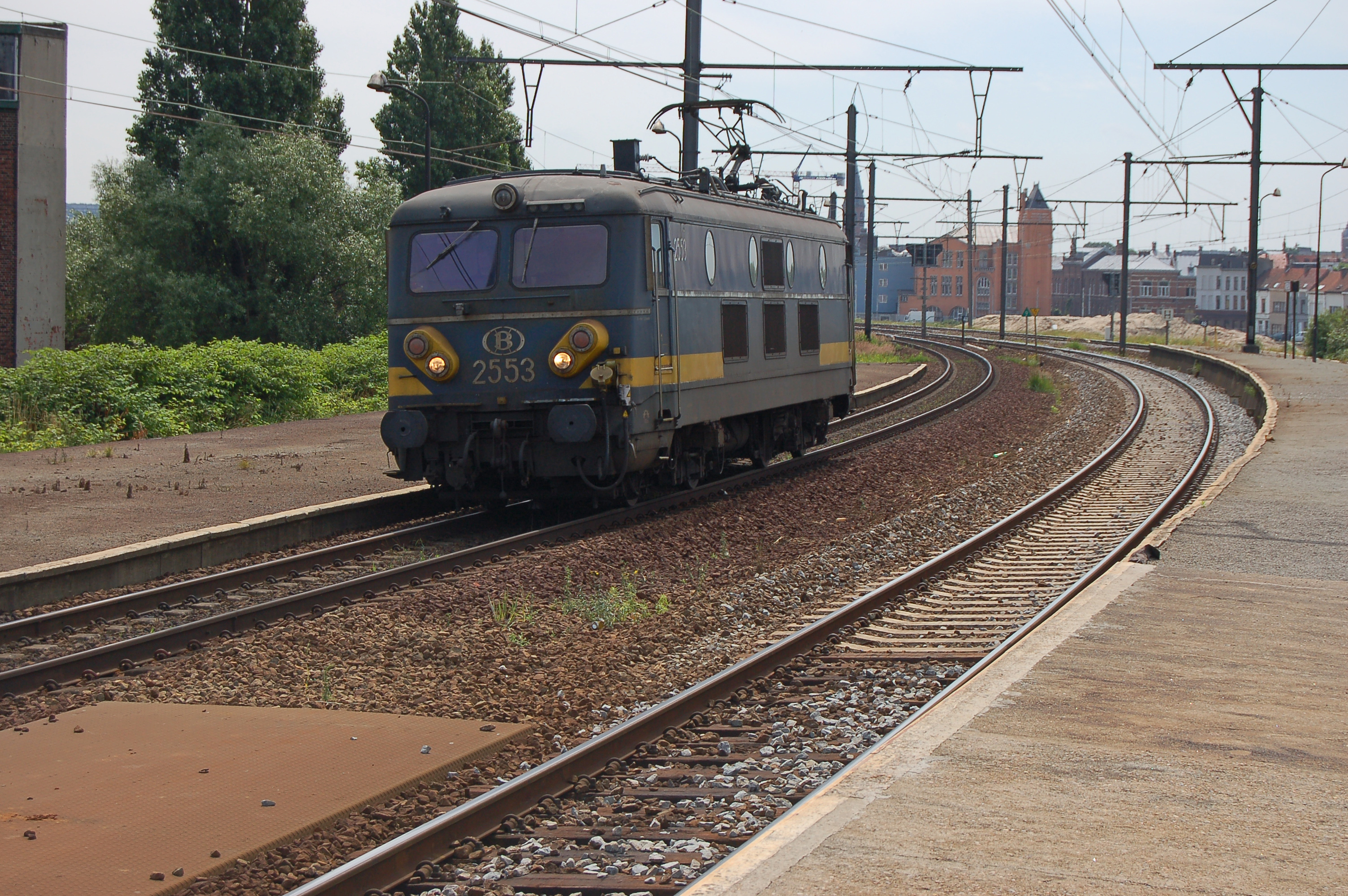
Een locomotief Reeks 25.5